# Manfred Matzka
Manfred Matzka (* 14. Dezember 1950 in Waidhofen an der Thaya, Niederösterreich) ist ein österreichischer Beamter und ehemaliger Sektionschef der Sektion I (Präsidialsektion) im Bundeskanzleramt. Ab Anfang Juni 2019 war der heute pensionierte Beamte Sonderberater von Bundeskanzlerin Brigitte Bierlein.

## Leben
Nach dem Besuch der Volksschule 1956 bis 1960 und des Gymnasiums Waidhofen an der Thaya 1968 legte er die Matura ab, studierte danach Rechtswissenschaften an der Universität Wien und schloss dieses mit der Promotion zum Dr. iur. 1975 ab.
1972 begann er seine berufliche Tätigkeit als Studienassistent am Institut für Römisches Recht an der Rechtswissenschaftlichen Fakultät der Universität Wien und ab 1975 als Assistent am Institut für Staats- und Verwaltungsrecht. Von 1980 bis 1987 war er im Verfassungsdienst im Bundeskanzleramt für Verfassungsrecht, Verwaltungsorganisation, Menschenrechte und Datenschutz zuständig, zuletzt als Referatsleiter. Im Anschluss daran wurde er 1987 Referent im Büro des Bundesministeriums für Gesundheit und öffentlicher Dienst. 1989 wurde Manfred Matzka Kabinettschef des Bundesministers für Inneres Franz Löschnak. 1993 wurde Matzka Leiter der Sektion für Fremden-, Asyl-, Pass-, Staatsbürgerschafts- und Migrationswesen und er war Koordinator der Schengen- und EU-Angelegenheiten des Ressorts. Von 1999 bis zu seiner Pensionierung 2015 war er Leiter der Sektion I (Präsidialsektion) im Bundeskanzleramt.
Manfred Matzka war 2003 bis 2005 Mitglied des Österreich-Konvents. 2019 wurde er von Bundeskanzlerin Bierlein als Berater in das Bundeskanzleramt zurückberufen.
Zudem war Manfred Matzka Lehrbeauftragter an der Universität Wien und ist Vortragender bei der FH Campus Wien. Seit 2011 ist er Vizepräsident von Austrian Standards International und seit 2015 Vorsitzender des Aufsichtsrates der Bundestheater-Holding. Er ist Verfasser zahlreicher juristischer und nicht-juristischer Publikationen, darunter das Buch Die Staatskanzlei über das Palais am Ballhausplatz.

## Privates
Manfred Matzka ist mit der sozialdemokratischen Politikerin Anica Matzka-Dojder verheiratet. Gemeinsam besitzen sie seit 1997 ein altes Steinhaus in der Nähe von Opatija (dessen Ehrenbürger er ist) in Kroatien.

## Publikationen (Auswahl)
- Staatsbürgerschaftsgesetz. Kurzkommentar, Orac Verlag, Wien 1999, ISBN  978-3-7007-1401-9.
- Vieler Herren Häuser. 20 Wiener Palais, Brandstätter Verlag, Wien 2005, ISBN 978-3-8549-8444-3.
- Istrien. Ein Reisebegleiter, 2. Aufl., Brandstätter Verlag, Wien 2016, ISBN 978-3-8503-3980-3.
- Die Staatskanzlei. 300 Jahre Macht und Intrige am Ballhausplatz, Brandstätter Verlag, Wien 2017, ISBN 978-3-7106-0143-9.
- Hofräte, Einflüsterer, Spin-Doktoren. 300 Jahre graue Eminenzen am Ballhausplatz, Brandstätter Verlag, Wien 2020, ISBN 978-3-7106-0466-9.
- mit Peter Hilpold und Walter Hämmerle (Hrsg.): 100 Jahre Verfassung. 77 Stimmen zum Jubiläum des österreichischen Bundes-Verfassungsgesetzes (B-VG). Ein Lesebuch, Facultas Verlag, Wien 2020, ISBN 978-3-7089-2055-9.
- Schauplätz der Macht. Geheimnisse, Menschen, Machenschaften. Brandstätter Verlag, Wien 2023, ISBN 978-3-7106-0736-3.
- Küb: Bauern, Baroninnen, Bohème und Beamte am Dorf, Kral Verlag, Berndorf 2024, ISBN 978-3-99103-122-2.[3]

## Auszeichnungen
- 2024: Großes Silbernes Ehrenzeichen für Verdienste um das Land Wien[4][5]